# Koenikea concava
Koenikea concava är en kvalsterart som beskrevs av Albert Burke Wolcott 1900. Koenikea concava ingår i släktet Koenikea och familjen Unionicolidae. Inga underarter finns listade i Catalogue of Life.